# Haxalö
Haxalö är en ö i Finland. Den ligger i Finska viken och i kommunen Borgå i den ekonomiska regionen  Borgå i landskapet Nyland, i den södra delen av landet. Ön ligger omkring 40 kilometer öster om Helsingfors.
Öns area är 2,46 kvadratkilometer och dess största längd är 2,9 kilometer i nord-sydlig riktning. Ön höjer sig omkring 30 meter över havsytan.